# Jucătorul total
Jucătorul total (în engleză The Player of Games) este un roman științifico-fantastic din 1988 de Iain M. Banks. Este al doilea roman din seria Culture (Cultura).
Tema principală a romanului o reprezintă dilemele cu care se confruntă o hiperputere idealistă în tratarea civilizațiilor care nu-i împărtășesc idealurile și al căror comportament îl găsește uneori respingător. Ca și în alte romane ale seriei, acțiunea se desfășoară în principal în medii din afara Culturii, iar personajele de frunte sunt adesea la marginea (sau non-membri ai) Culturii, uneori acționând ca agenți ai Culturii (cunoscând și/sau neștiind) planurile sale a civiliza Galaxia.
O ecranizare a romanului a fost planificată de Pathé, dar ideea a fost ulterior abandonată.

## Prezentare
Jernau Morat Gurgeh, un jucător renumit foarte priceput la jocurile de masă și alte concursuri similare, trăiește pe Chiark Orbital și este plictisit de viața sa plină de succes. Circumstanțele Speciale îl întreabă despre disponibilitatea sa de a participa la o călătorie lungă, cu toate că nu i se explică nimic până când Gurgeh acceptă să participe. În timp ce ia în considerare această ofertă, unul dintre prietenii săi drone, Mawhrin-Skel, care a fost eliminat din Circumstanțele Speciale datorită personalității sale instabile, îl convinge să înșele în unul dintre meciurile sale, în încercarea de a câștiga într-o manieră perfectă fără precedent. Tentativa nu reușește, dar Mawhrin-Skel folosește înregistrarea evenimentului pentru a-l șantaja pe Gurgeh în acceptarea ofertei, dar numai cu condiția ca Mawhrin-Skel să fie admis din nou în Circumstanțe Speciale.
Gurgeh își petrece următorii doi ani călătorind în Imperiul Azad din Micul Nor al lui Magellan, unde un joc complex (denumit tot Azad) este folosit pentru a determina rangul social și statutul politic. Jocul în sine este suficient de subtil și complex astfel încât tactica unui jucător reflectă propriile perspective politice și filozofice. Până când Gurgeh ajunge la destinație, el a înțeles și studiat jocul, dar nu este sigur cum va lupta împotriva adversarilor care l-au studiat aproape întreaga lor viață.
Gurgeh aterizează pe planeta-capitală a Imperiului, Eä, însoțit de o altă dronă, Flere-Imsaho. În calitate de cetățean al Culturii, el joacă în mod natural cu un stil notabil diferit de adversarii săi, mulți dintre ei mărindu-și șansele împotriva lui într-un fel sau altul, cum ar fi formarea unor alianțe pentru a coopera împotriva lui (ceea ce este permis de regulile jocului). Pe măsură ce avansează în turneu, el luptă contra politicienilor Azad din ce în ce mai puternici și, în final, cu însuși împăratul în runda finală. Întrecerea finală are loc pe Echronedal, Planeta de foc, care a suferit un cataclism natural alimentat de plante native care produc cantități uriașe de oxigen. Jocul final este programat să se încheie când flăcările înglobează castelul unde are loc evenimentul, reînnoind simbolic Imperiul prin foc. Cu toate acestea, în fața înfrângerii, împăratul le ordonă oamenilor săi să ucidă toți spectatorii și să încerce să-l omoare pe Gurgeh. În schimb, împăratul este ucis de o lovitură din propria sa armă, care a fost deviată de Flere-Imsaho (care ulterior refuză să-i spună lui Gurgeh dacă a fost o coincidență).

Coperta primei ediții în limba engleză de Richard Hopkinson, editura Macmillan UK.

Flere-Imsaho dezvăluie că participarea lui Gurgeh a făcut parte dintr-un complot al Culturii pentru a răsturna Imperiul corupt și sălbatic din interior și că el, jucătorul, era de fapt un pion într-un joc mult mai mare. I se spune în continuare că, în urma jocului final, Imperiul Azad s-a prăbușit fără o intervenție suplimentară din partea Culturii. Cu toate că Gurgeh nu a descoperit niciodată întregul adevăr, în frazele finale ale romanului, naratorul este dezvăluit a fi Mawhrin-Skel, care a fost deghizat ca Flere-Imsaho pentru a-l manipula pe Gurgeh pentru a participa la joc.

## Azad
Azad este un joc jucat în Imperiul Azad. În limbajul Imperiului fictiv, cuvântul "Azad" înseamnă "mașină" sau "sistem", dar este aplicat oricărei entități complexe, cum ar fi animale, plante sau mașini artificiale.
Jocul este descris în detaliu, cu toate acestea, regulile reale nu sunt niciodată prezentate cititorului. Este în primul rând tactic și se joacă pe plăci tridimensionale de diferite forme și dimensiuni, deși rundele anterioare pot fi jucate exclusiv pe cărți, iar jocul este foarte răspândit în societate. De obicei, mesele de joc sunt suficient de mari pentru ca jucătorii să se plimbe în interiorul lor pentru a muta sau interacționa cu piesele lor. Numărul jucătorilor diferă de la un joc la altul și influențează și tactica, deoarece jucătorii pot alege să coopereze sau să concureze unul cu altul. La fel ca și abilitatea și tactica, evenimentele aleatorii pot influența jocul (ca la cărți sau alte jocuri de noroc) și, uneori, pot schimba critic rezultatul jocului.

### Elemente ale jocului
Jocul constă dintr-o serie de jocuri minore, cum ar fi jocurile de cărți sau potrivirea unor elemente, care permit jucătorilor să-și clădească forțele pentru a fi folosite pe cele trei mese/table uriașe ale jocului (în ordine: Masa Originii, Masa Formării și în final Masa Devenirii) și o serie de mese/table minore.
Jocul folosește o varietate de piese pentru a reprezenta unitățile jucătorului (cu premise militare, resurse sau chiar filozofice). Unele dintre piese sunt construcții concepute genetic, care își pot schimba forma în timpul jocului în funcție de utilizarea și mediul lor. Acestea răspund la manevrarea lor de către un jucător și par dificil de înțeles - la un moment dat din carte Gurgeh este încurajat să doarmă în timp ce deține unele dintre piesele mai importante, astfel încât să le poată înțelege mai bine în joc.

### Semnificație
În imperiu, jocul este principalul determinant al statutului social al persoanelor. Jocul se joacă într-un turneu la fiecare „An Mare” (aproximativ la fiecare șase ani ai Culturii), format inițial din aproximativ 12.000 de jucători în competiția principală. De-a lungul diferitelor runde, aceștia sunt scoși din joc până la jocul final, cel care este victorios devenind împărat. Jucătorii dați afară din seria principală pot participa la alte jocuri pentru a-și determina cariera. Complexitatea jocului urmărește să reprezinte realitatea într-o asemenea măsură încât perspectivele politice și filozofice ale unui jucător pot fi exprimate în joc (ideea fiind că ideologiile rivale sunt „testate” în esență în joc înainte ca câștigătorii să le poată aplica în realitate). Pe măsură ce protagonistul le descoperă, jocul întruchipează preferințele în vigoare ale elitei sociale, întărind și reiterând înclinațiile preexistente de gen și caste ale imperiului, punând minciuna în „corectitudinea” care în general este percepută pentru a guverna rezultatul turneului și astfel modelând forma societății azadiene. În roman, protagonistul constată, în cele din urmă, că tactica sa (de succes) reflectă valorile propriei civilizații, Cultura, deși recunoaște, de asemenea, că propria gândire și comportamentul său au fost marcate în mod semnificativ de felul în care a fost forțat să concureze. Într-o audiență privată cu împăratul înainte de penultima etapă a turneului, atunci când se confruntă cu aparenta absurditate a posibilității ca un novice cu doar doi ani de experiență de joc să poată învinge sistematic jucătorii ale căror vieți întregi au fost consacrate învățării sale, protagonistul ajunge să înțeleagă că competența sa este doar o reflectare a experienței sale cu jocuri strategice de tot felul. Având acest lucru în vedere că, Cultura a dorit tot timpul să-l folosească pentru a discredita brutalitatea sistemului azadian, oferind public minciuna reprezentării jocului în realitatea socială.

## Omagiu SpaceX
În 2015, două nave-porturi spațiale autonome (autonomous spaceport drone ship) SpaceX —Just Read the Instructions (Doar citiți instrucțiunile) și Of Course I Still Love You (Desigur, încă vă iubesc) — au fost denumite după nave care apar în romanul Jucătorul total, ca un omagiu postum pentru Banks al lui Elon Musk.

## Primire
Kirkus Reviews a considerat cartea ca fiind „previzibilă, cu siguranță, și mai puțin imaginativă decât Spectrul lui Phlebas, dar, din punct de vedere tehnic, mult mai solidă: o lucrare onorabilă, adesea încurcată, în ciuda unor pasaje mai lente.”

## Traducere
În limba română a fost tradus de Gabriel Stoian și a fost publicat de către Editura Nemira în Colecția Nautilus în iulie 2016.

## Legături externe
- en  Istoria publicării lucrării Jucătorul total la Internet Speculative Fiction Database

## Vezi și
- 1988 în științifico-fantastic